# Don Falzone
Don Falzone (* um 1965) ist ein US-amerikanischer Jazzmusiker (Kontrabass, Komposition).

## Leben und Wirken
Falzone wuchs in einer Familie von Jazzmusikern auf; im Musikumfeld der 1970er-Jahre lernte er das Spielen des E-Bass und begann bald, professionell zu spielen. Mit 28 Jahren wechselte er zum Kontrabass. Dons Vater Sam Falzone war Holzbläser in der in Los Angeles ansässigen Bigband von Don Ellis. Falzone hatte die Gelegenheit, viele Auftritte seines Vaters zu erleben und mit ihm in Los Angeles, später in Buffalo Musik zu machen. Zu Beginn seiner Karriere arbeitete er häufig als Begleitmusiker von Sängern, so 1997 für Madeleine Peyroux, mit der er beim North Sea Jazz Festival gastierte. Als Sessionmusiker wirkte er bei Angelo Badalamentis Soundtrack von Twin Peaks – Der Film (1992) mit.
Von 2006 bis 2010 tourte Falzone mit Ute Lemper durch Europa. Weiterhin war bei einer von Hal Willner produzierten Leonard-Cohen-Tribute-Tour mit dem Titel „I Came So Far for Beauty: An Evening of Leonard Cohen Songs“ beteiligt. Bei einem Auftritt in der Carnegie Hall trat Falzone mit Lou Reed und Laurie Anderson auf; die Show in Brighton Beach wurde für ein Album aufgezeichnet und der Auftritt am Sydney Opera House wurde für den Dokumentarfilm „Leonard Cohen: I’m Your Man“ gefilmt.
Sein erstes Album legte Falzone 2008 vor, „Stand Clear of the Closing Doors“, eigene Kompositionen, die u. a. mit Donny McCaslin am Tenorsaxophon und Maucha Adnet (Gesang) aufgenommen wurden. Unter eigenem Namen folgten noch zwei Alben, August Quartet (2011) und Waltz for Claudia (2015) mit Howard Levy und Alvester Garnett.
Bereits in den frühen 2000er-Jahren ließ sich Falzone in Nyack nieder und arbeitete fortan häufig mit lokalen Gruppen; mit dem Quartett Fox Bat Strategy legte er 2009 das Album A Tribute to Dave Jaurequi vor (das bereits 1994 aufgenommen wurde). Weiterhin spielte er in Jazzclubs von New York City wie dem Iridium mit Jill McCarron und im Smalls und Mezzrow im Alan Broadbent Trio. 2023 spielt Falzone im Quartett von Billy Mintz mit Tony Malaby und Roberta Piket.
Don Falzone ist mit der Tontechnikerin Claudia Engelhart verheiratet.